# 森谷真弓
森谷 真弓（もりや まゆみ、10月18日 - ）は、日本のフリーアナウンサー、ナレーター。岡山県岡山市出身。

## 人物
専門学校在学中の2004年に、発足直前の東京地下鉄（東京メトロ）の車内自動放送アナウンサーの募集に応募し、合格。以降、本格的にナレーターとしての活動を始め、鉄道の車内自動放送やCMのナレーションを中心に活動している。
また、学生時代に心身の不調で声が出なくなった経験を基に、声と心と身体のバランスを整える「骨格バランスセラピスト」としても活動しているほか、子供向け絵本の朗読家としても活動している。

## 担当項目

### 車内自動放送
- 東京メトロ[2]
- 埼玉高速鉄道[2]
- 流鉄 - 5000形[2]
- 京成電鉄 - スカイライナー[2]ほか、ほぼ全ての車両
- 北総鉄道 - 千葉ニュータウン鉄道所属の9200形電車のみ[2]
- ゆりかもめ[2]
- 四国旅客鉄道（JR四国）[2] - 2014年3月14日より
- 横浜市営地下鉄ブルーライン[2]
- 仙台市地下鉄[2]

### CM
- 三洋電機 eneloop ウォーマーシリーズ
- アフラック 「野菜ジュース篇」